# DuPage County
Das DuPage County ist ein County (eine Gebietskörperschaft) im US-amerikanischen Bundesstaat Illinois. Im Jahr 2020 hatte das County 932.877 Einwohner und eine Bevölkerungsdichte von 1079,7 Einwohnern pro Quadratkilometer. Der Verwaltungssitz (County Seat) ist Wheaton.
Politisch war das County lange Zeit stark von den Republikanern dominiert; erst in der Trump-Ära ist sie, wie viele Vororts-Gegenden, demokratischer geworden. 2018 hat der Gouverneur J. B. Pritzker als erster Demokrat seit über 100 Jahren den Landkreis gewonnen. Der Charakter des Countys ist stark durch die nahe liegende Großstadt Chicago geprägt, deren Vororts- und Metropolitangebiet sich über das County erstreckt.

## Geografie
Das County liegt im Nordosten von Illinois im westlichen Vorortbereich von Chicago. Es hat eine Fläche von 872 Quadratkilometern, wovon acht Quadratkilometer Wasserfläche sind. An das DuPage County grenzen folgende Nachbarcountys:
|                |             | Cook County |
| Kane County    |             |             |
| Kendall County | Will County |             |

### Fließgewässer
- Flag Creek
- DuPage River

## Geschichte
Das DuPage County wurde 1839 gebildet. Benannt wurde es nach einer französischen Händlerfamilie, die im 18. Jahrhundert in Kaskaskia lebte.
Bis 1867 war Naperville Sitz der Countyverwaltung. Erst danach wurde es Wheaton.
Als die ersten aus Europa stammenden Siedler sich hier niederließen, veränderten sie die Landschaft. Sie fällten die Bäume, da sie deren Holz für ihre Häuser und zum Handeln benötigten. Die natürliche Flora wurde entfernt, um Getreide und Gemüse anzupflanzen. Diese Veränderungen zerstörten den natürlichen Lebensraum der Waldtiere, die die Indianer zum Leben und zum Handeln benötigten. Da die neuen Siedler auch ihre Felder umzäunten, waren die Indianer nicht mehr so frei wie zuvor.
Übergriffe der Indianer auf die neuen Kolonisten im DuPage County sind zwar nicht überliefert, jedoch flohen die Kolonisten 1832 vor einem Angriff der Indianer zum Fort Dearborn in Chicago und kehrten erst nach einem Monat zurück, als in ihrer Nähe das Fort Payne erbaut wurde. Das Fort stand an der Stelle des heutigen Trainingsplatzes des North Central College. 1833 unterzeichneten die restlichen Indianer einen Kaufvertrag, in dem sie ihr Land verkauften. Als erstes wurden Sägewerke gebaut, danach kamen Getreidemühlen, Gasthäuser und Pferdewechselstationen für Reisende. 1859 wurde der erste Eisenbahnanschluss an die Galena & Chicago Union gebaut, so dass einfache Reisen nach Chicago und Galena möglich wurden.

### Historische Objekte

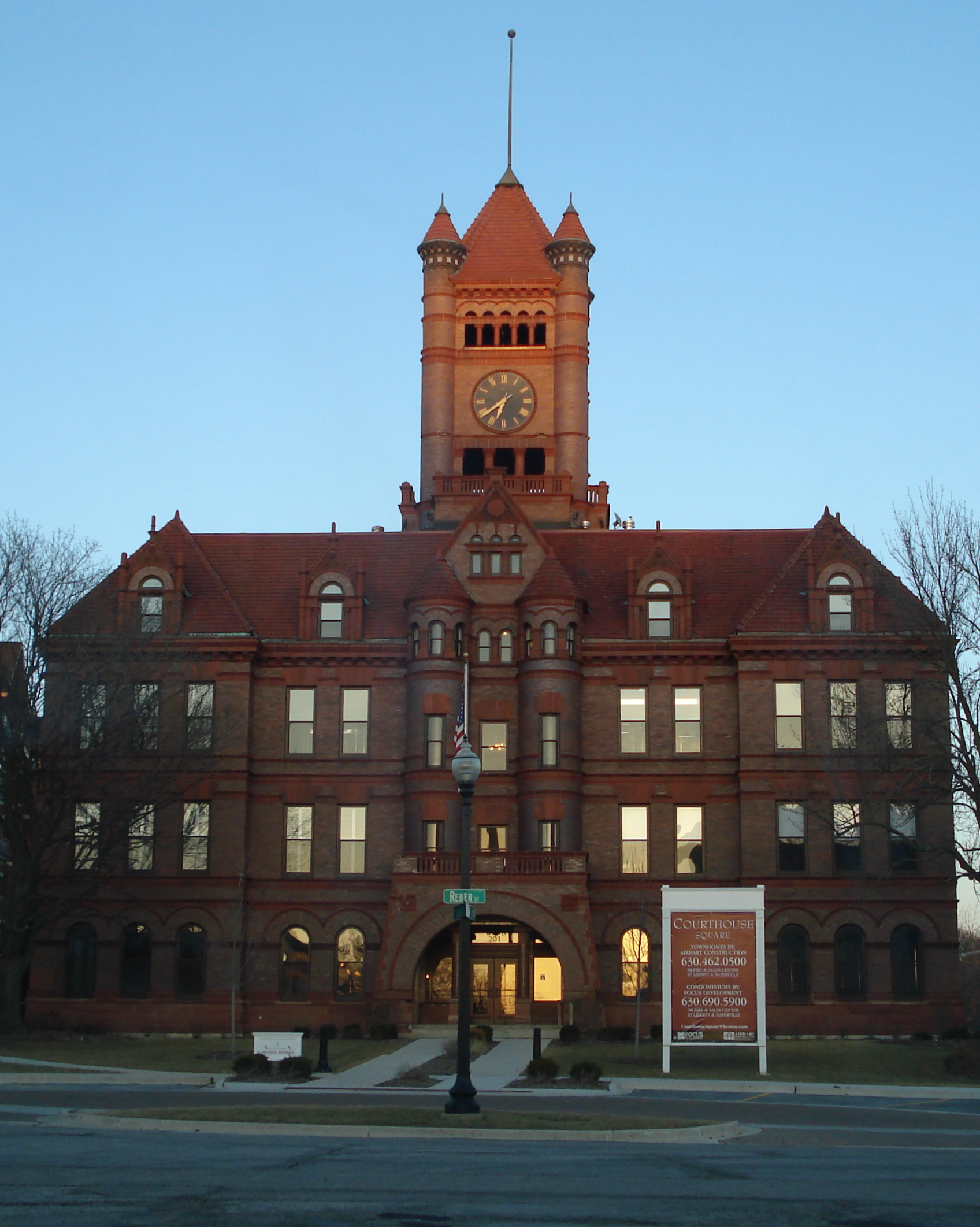
Ehemaliges DuPage County Courthouse in Wheaton, seit 1978 im NRHP gelistet
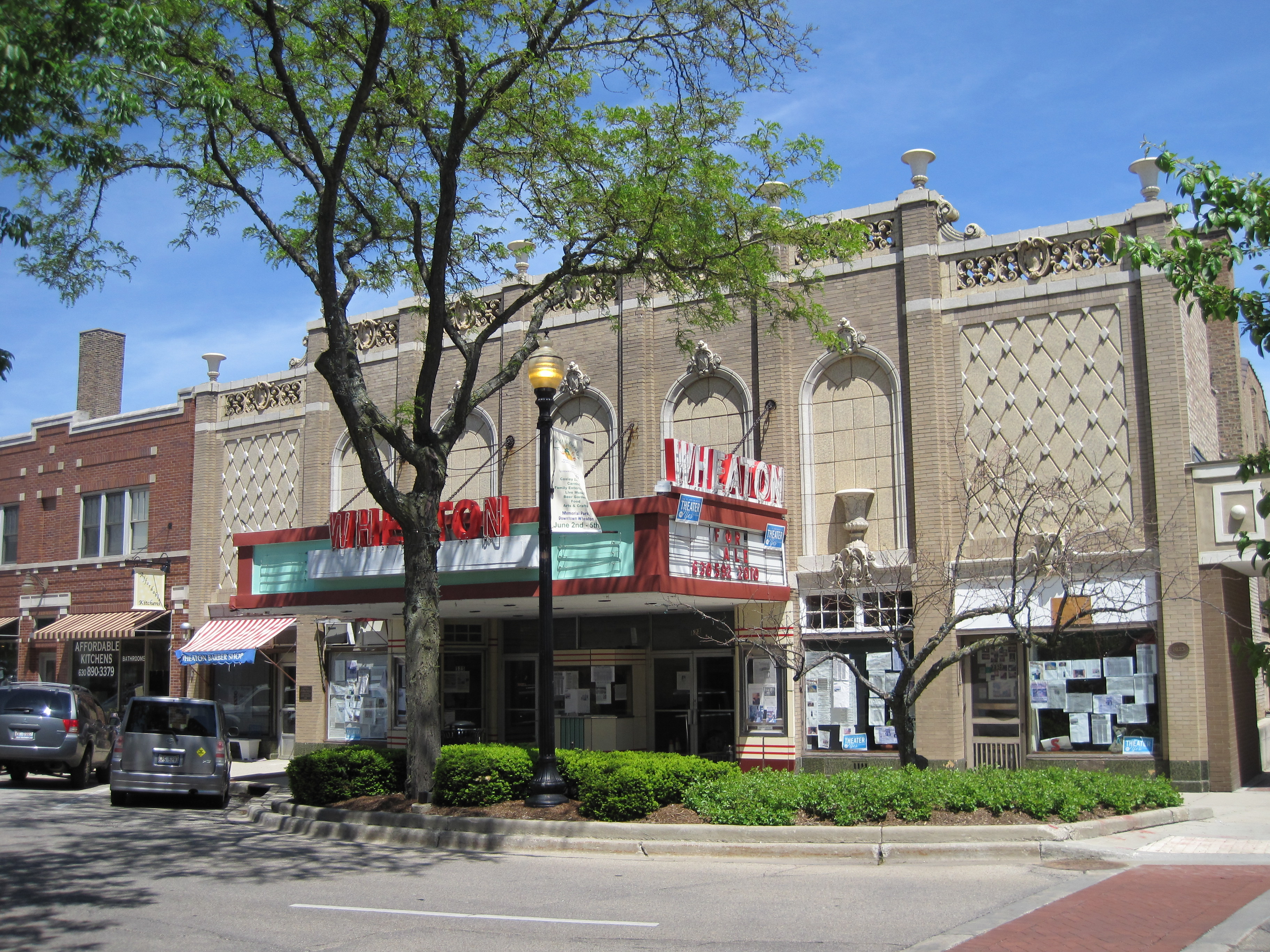
Grand Theatre in Wheaton, seit 2005 im NRHP gelistet
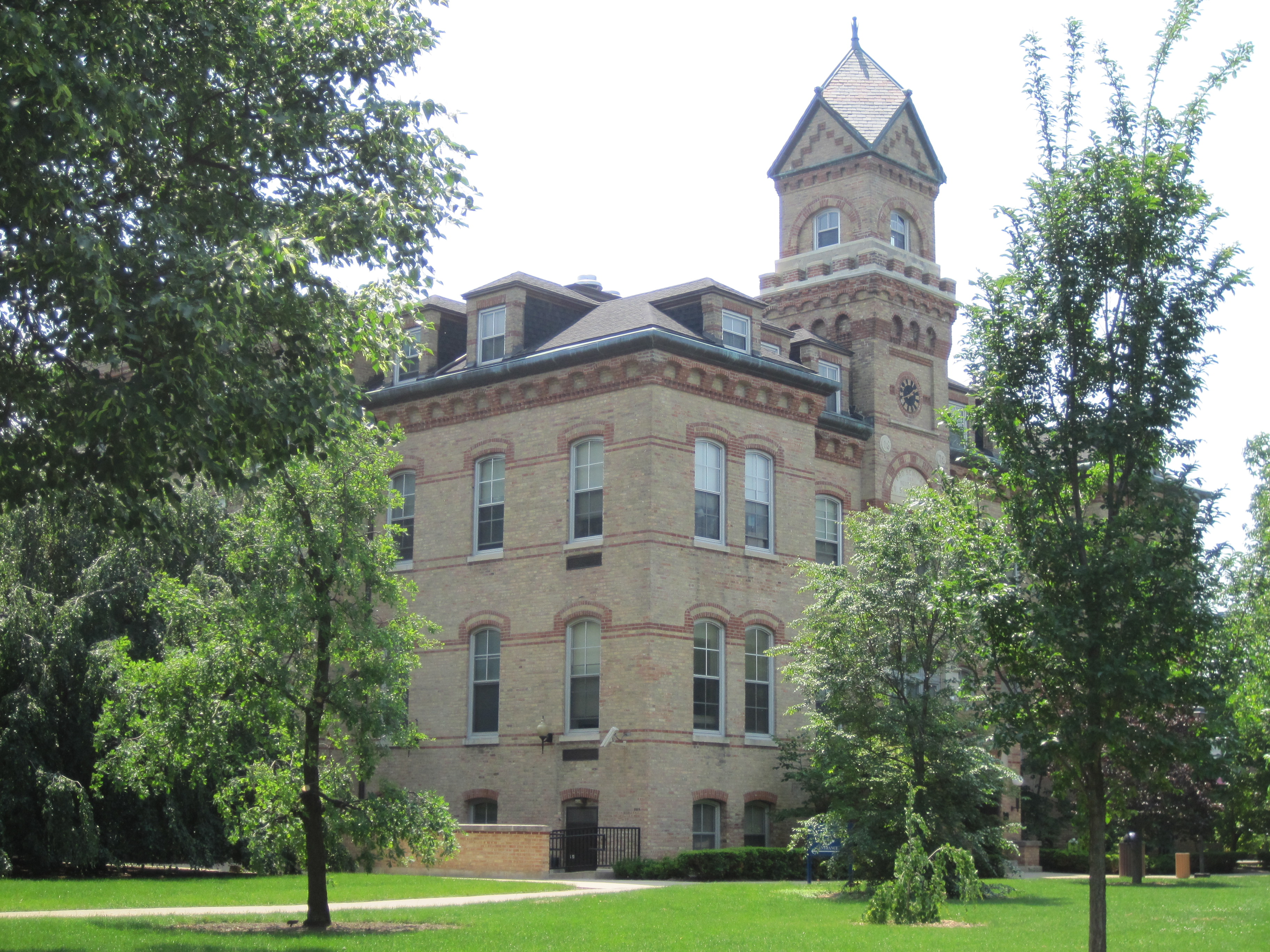
Hauptgebäude des Elmhurst College, seit 1976 im NRHP gelistet
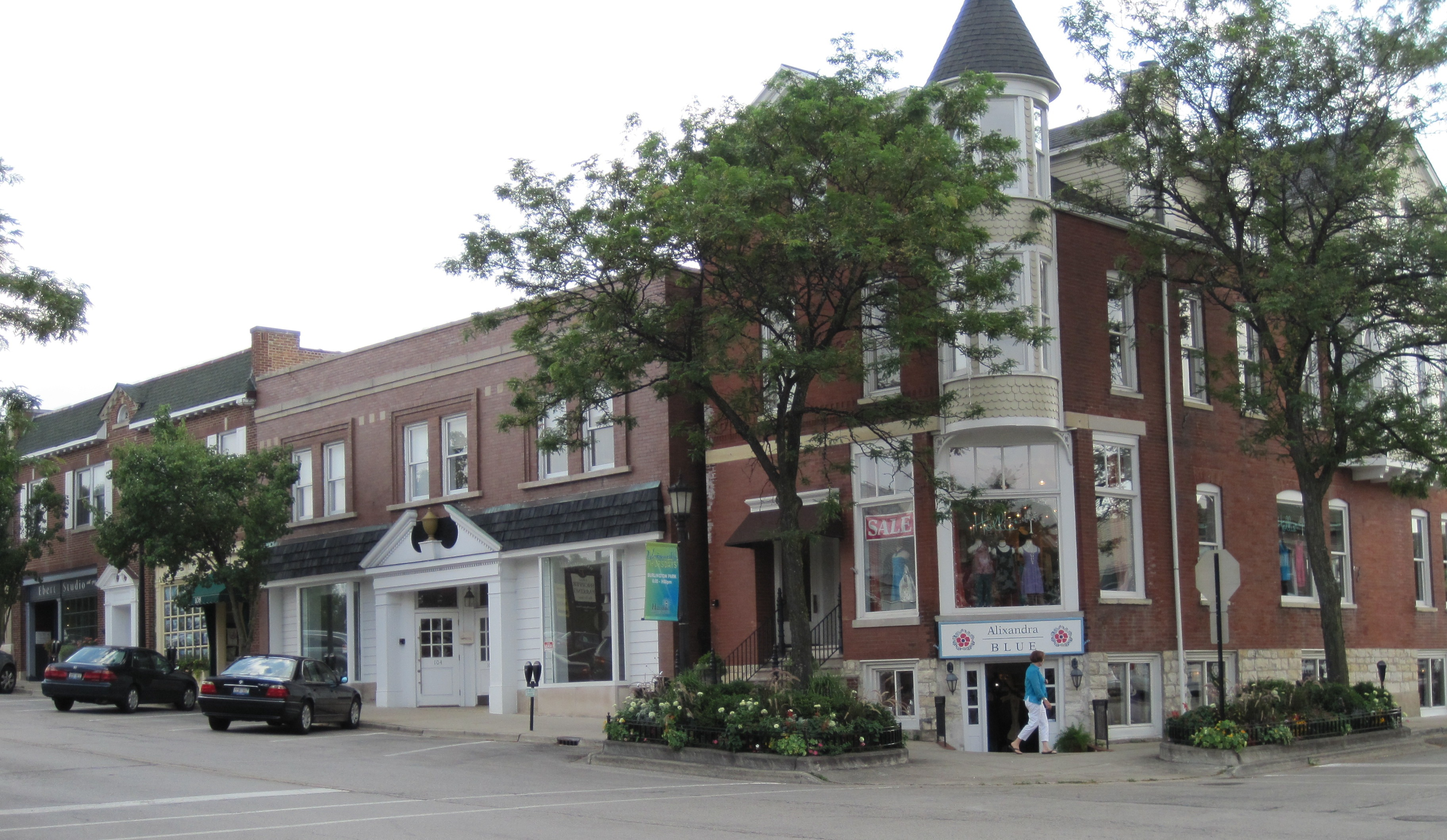
Downtown Hinsdale Historic District, seit 2006 im NRHP gelistet

Weitere Objekte:
- Liste der Einträge im National Register of Historic Places im DuPage County

## Demografische Daten
Nach der Volkszählung im Jahr 2010 lebten im DuPage County 916.924 Menschen in 335.453 Haushalten. Die Bevölkerungsdichte betrug 1061,3 Einwohner pro Quadratkilometer. In den 335.453 Haushalten lebten statistisch je 2,68 Personen.
Ethnisch betrachtet setzte sich die Bevölkerung zusammen aus 82,4 Prozent Weißen, 5,1 Prozent Afroamerikanern, 0,4 Prozent amerikanischen Ureinwohnern, 10,4 Prozent Asiaten sowie aus anderen ethnischen Gruppen; 1,7 Prozent stammten von zwei oder mehr Ethnien ab. Unabhängig von der ethnischen Zugehörigkeit waren 13,6 Prozent der Bevölkerung spanischer oder lateinamerikanischer Abstammung.
24,4 Prozent der Bevölkerung waren unter 18 Jahre alt, 63,7 Prozent waren zwischen 18 und 64 und 11,9 Prozent waren 65 Jahre oder älter. 51,0 Prozent der Bevölkerung war weiblich.

Das jährliche Durchschnittseinkommen eines Haushalts lag bei 76.581 USD. Das Pro-Kopf-Einkommen betrug 37.849 USD. 5,7 Prozent der Einwohner lebten unterhalb der Armutsgrenze.

## Ortschaften im DuPage County
Citys
| - Aurora1 - Batavia2 - Chicago3 - Darien | - Elmhurst5 - Naperville6 - Oakbrook Terrace - St. Charles7 | - Warrenville - West Chicago - Wheaton - Wood Dale |

Villages
| - Addison - Bartlett4 - Bensenville5 - Bloomingdale - Bolingbrook6 - Burr Ridge5 - Carol Stream | - Clarendon Hills - Downers Grove - Elk Grove Village5 - Glendale Heights - Glen Ellyn - Hanover Park5 - Hinsdale5 | - Itasca - Lemont8 - Lisle - Lombard - Oak Brook5 - Roselle5 - Schaumburg5 | - Villa Park - Wayne7 - Westmont - Willowbrook - Willow Springs3 - Winfield - Woodridge8 |

Unincorporated Communities
| - Cloverdale - Eola - Flowerfield - Fox Valley | - Keeneyville - Medinah - Palisades - York Center |

1 – teilweise im Kane, Kendall und im Will County

2 – überwiegend im Kane County

3 – überwiegend im Cook County

4 – teilweise im Cook und im Kane County

5 – teilweise im Cook County

6 – teilweise im Will County

7 – teilweise im Kane County

8 – teilweise im Cook und im Will County

## Gliederung
Das DuPage County ist in neun Townships eingeteilt:
| Township               | Einwohner (2010) | FIPS     |
| ---------------------- | ---------------- | -------- |
| Addison Township       | 88.612           | 17-00250 |
| Bloomingdale Township  | 111.899          | 17-06600 |
| Downers Grove Township | 146.795          | 17-20604 |
| Lisle Township         | 116.268          | 17-43952 |
| Milton Township        | 117.067          | 17-49451 |
| Naperville Township    | 100.019          | 17-51635 |
| Wayne Township         | 66.582           | 17-79410 |
| Winfield Township      | 46.233           | 17-82413 |
| York Township          | 123.449          | 17-83947 |

|  |

Im DuPage County liegt ferner ein kleiner Teil des O’Hare International Airport, der zum Territorium der Stadt Chicago gehört. Dieses Gebiet hat jedoch keine Einwohner.